# Субляція
Субляція (англ. sublation) — у розчинниковій екстракції — процес флотації, при якому матеріал, який виділяється, адсорбується на поверхні бульбашок у рідині й далі збирається у верхньому шарі незмішуваної рідини. Відсутність рідиннофазного змішування в об'ємі системи дозволяє отримати 100 % збагачення.